# Belja
Belja (cyr. Беља) – wieś w Serbii, w okręgu niszawskim, w gminie Aleksinac. W 2011 roku liczyła 22 mieszkańców.